# 吉列尔莫·里贡多
吉列尔莫·里贡多·奥尔蒂斯（Guillermo Rigondeaux Ortiz，1980年9月30日—），古巴著名拳击运动员。
里贡多自2000年夺得奥运会54公斤级拳击金牌后，赢得了几乎该级别所有的世界冠军，只有在2003年世锦赛上曾失手一次。2007年7月22日，里贡多在巴拿马参加泛美运动会时，突然在赛前与队友埃里斯兰迪·拉拉一同失踪。有人认为他们是因为惧怕赛前兴奋剂检测而失踪的，但古巴国务委员会主席菲德尔·卡斯特罗指责他们是“被美元支票击倒了”，暗示他们已叛逃。8月3日，里贡多和拉拉在里约热内卢等待前往德国参加职业比赛时被捕，并被遣返古巴。